# Кимолка
Кимолка — река в России, протекает в Головинском сельском поселении Угличского района Ярославской области; левый приток реки Пукша.
Имеет сравнительно крупный приток слева.
Сельские населённые пункты около реки: Карелино, Лягалово, Паруново, Никиткино, Плоски; напротив устья — Заречье.